# 宇宙の仕事
『宇宙の仕事』（うちゅうのしごと）は2016年9月8日からAmazonプライム・ビデオにて配信されたドラマ。副題および英語版タイトルは『BUSINESSMEN VS ALIENS』。
監督を務める福田雄一が脚本・演出を手掛ける劇団「ブラボーカンパニー」が2007年に上演した同名舞台を原案としたドラマ作品。全10話。

## 概要
Amazon側から福田に提案があり、地上波テレビ、映画では作れない配信ならではの企画として制作する宇宙を舞台とした作品である。
原作が舞台脚本ということもあり、長回しが特徴。セリフを忘れた場面もそのまま使ってるシーンがある など、放送尺が決められた地上波ドラマでは出せない「変な間」を生かしたと監督の福田は語っている。
地上波放送の話もあったが、編集されるとどこがどう切られるのか想像つかず、切ってよくなることはない気がしたため断ったという。

## あらすじ
地球の恵まれた環境を知った宇宙人が地球侵略を試み侵攻してきた。それを阻止するべく“地球防衛軍”として招集されたのは、一見まとまりも使命感もないが、ある共通点を持つ男女6人。月に建てられたスペースピットと呼ばれる建物で宇宙人の侵略を食い止める使命を課せられる。その方法とは“説得”。説得に応じない宇宙人に対しては彼らの最後の手段を用いるのである。

## 登場人物

### 地球防衛軍
日本国政府内閣府直轄の軍であり、月の上に基地がある秘密裏に組織されたチームである。日本人特有とされる宇宙人のいやがる「低臭波」を持つ6人が選抜されている。端的に言えば「宇宙人をやっつける」部隊であるが、第1シーズン第10話まで特別な武器は持たず、宇宙人との対戦方法は“説得”。
シフト交代制勤務。メンバーにとってはあくまで副業であるが、いろいろな問題が生じるため一般には公開していない職務であり、各々のメンバーは当職を「内閣府の仕事」と称している。
実吉浩二
演 - ムロツヨシ
本名：実吉浩二。会社員。中間管理職の仕事をしており、役職は課長。恐妻家で、よく妻の尻に敷かれ彼女の理不尽な要求に応えており、子供のサッカースクールの送り迎えや末っ子の遠足の付き添いなどを催促されている。趣味は接待ゴルフ。
三島登喜雄
演 - 菅田将暉
本名：三島登喜雄。受験生。早稲田の赤本を手にしているが、偏差値は低い。常に模試を受けている。
ルキーニ青山
演 - 賀来賢人
バンドマン。ルキーニ青山は芸名で、本名は不明。ライブと手売りチケットの営業で忙しいが、ファンは50人しかいない。楽器は弾けない。
野宮香織
演 - 西野七瀬
本名は野宮香織。めちゃくちゃかわいい新メンバー。ただし常に野暮用でシフトを断る（特に土日はシフトに入らない）。男性メンバーからの呼称は“かおりん”。オープニングの役職名は「???」。その正体は“ロシアの赤いバラ”（ゲーム「コール オブ デューティ」内での呼称）。
牛山寛太
演 - 橋本じゅん
本名は牛山寛太。体育教師。モンスター・ペアレンツに悩む北町中学校1年3組担任である。説得好きだが言われた物事を信じやすい。仕事終わりでの飲み会を楽しみにしており、幹事を任されている。
濱田新子
演 - 池谷のぶえ
本名は濱田新子。エグザイル大好きおばさん。EXILEだけに留まらず、劇団EXILEまで範疇であり、その話題になると目の色や口調が変わる。パート（スーパーオゼキ勤務）のシフトは動かせるが、チケットを取るのに忙しい。

#### 内閣府の人々
演 - 太田恭輔、長谷川朝晴、六角慎司 
理路整然かつ、ふわっとした政府の人々。地球防衛軍のオリエンテーションを担当するが、あまりにツッコまれると、都合のいいタイミングで内閣総理大臣に呼び出される。地球防衛軍は3人勤務制であり、基地内に誰もいなくなるとシフト外メンバーを強制的にワープさせ呼び戻す（のっぴきならない事情の場合は除外されるため、呼び戻す人数はその時々による）。

#### その他の人々
バンドマン
演 - 今井隆文、植原卓也、松島庄汰、渡部秀
ルキーニが新たに結成したバンドのメンバー。メンバー全員楽器は弾けない。

## 地球防衛軍の戦力

### スペースピット
スペースピット
変な光線を当てられることによってワープした先にある、月の上にある施設。宇宙人が地球に攻め入ると、誘導光線により一度は立ち寄らなくてはいけないシステムになっている。地球防衛軍シフトメンバーは主にロビーに待機。地球の見える窓と望遠鏡がある大広間になっている。
ワープゾーンを使い地球に戻ることは可能だが、国に見つかれば強制ワープで戻される（シフト外でも基地内に誰もいなくなると選抜される）。また、ぶらっと外に行こうとすると死ぬ（月に酸素がないため）。携帯電話は電話、メールともに通じる。
ラウンジ
劇中未登場の食堂が併設されている（ただし宇宙食の自販機）場所。
説得室
誘導光線を受けた宇宙人が留まる部屋。応接間のような作りになっており、宇宙人との会話は地球語に自動通訳される。

### 武器
うんこビームガン
地球防衛軍の排泄したうんこの臭いを蓄積し製造されたビームガン。わきの下のにおいが効かない宇宙人用に内閣府が制作。ズガ星人を一撃で仕留めた。

## スタッフ
- 制作総指揮 - 中村理一郎
- 企画プロデュース - 武藤大司
- プロデューサー - 松橋真三
- 原作・脚本・監督 - 福田雄一
- 音楽 - 瀬川英史
- 助監督 - 井出上拓哉
- 制作プロダクション - プラスディー
- 製作著作 - 電通

## 放映リスト
| 配信開始日   | 話数   | サブタイトル         | 登場宇宙人                    | 特記 |
| ------------ | ------ | -------------------- | ----------------------------- | --- |
| 第1シーズン  |        |                      |                               | |
| 2016年9月8日 | 第1話  | パロール星人         | パロール星人（大水洋介）      | 寿命が1週間しかないというセミ並みの生命力を持つ薄命宇宙人。謎のウィルスによって半日の寿命になってしまったらしい。                                                      |
| 9月8日       | 第2話  | ゴーダ星人           | ゴーダ星人（佐藤二朗）        | 星に帰るには上司を説得する理由が必要な宇宙人。故郷では中間管理職(惑星侵略課の課長)を務めており、実吉と気が合う。                                                       |
| 9月8日       | 第3話  | サンバ族             | サンバ族（戸塚純貴）          | 過去に地球人が解き放った影響で進化を遂げ、火星に住むことになったテントウムシ的な宇宙人。火星の地下には、ゴキブリや蛾等のいくつもの虫たちが進化を遂げた種族が住んでる。 |
| 9月8日       | 第4話  | タルパス星人         | タルパス星人（アルコ&ピース） | 既に滅亡してしまったタルパス星の生き残り。戦闘力もかなり低く、巨大化もできず何の特技も無い。東北なまりで話す。                                                         |
| 9月8日       | 第5話  | ゲルバーバ星人       | ゲルバーバ星人（上地春奈）    | とても不細工な女性宇宙人。沖縄なまりで話す。 |
| 9月8日       | 第6話  | ロラリラス星人       | ロラリラス星人（志賀廣太郎）  | 身体が毛深く、ヅラを被っている宇宙人。個体名はハフハール。栄養の9割である水を求めて地球へとやってきた。                                                                |
| 9月8日       | 第7話  | ゾルゲール星人       | ゾルゲール星人（鈴木拓）      | 仲間が2000人いるが、見た目が弱そうな宇宙人。 |
| 9月8日       | 第8話  | ソミアル星人         | ソミアル星人（山本美月）      | 容姿が可愛いすぎる女性宇宙人。全員クローンである為、容姿が同じ。二酸化炭素を吸うと死んでしまう。                                                                       |
| 9月8日       | 第9話  | ゴールド星人         | ゴールド星人（シソンヌ）      | フォルムが完全にチンコな宇宙人。謎の伝染病によって女が死滅し、子孫繁栄の為に地球へとやって来た。故郷ではイケメン俳優としてナンバーワン。                               |
| 9月8日       | 第10話 | ズガ星人             | ズガ星人（坂田聡）            | 最強の宇宙人。 |
| 9月8日       | 第0話  | 宇宙の仕事（予告編） | ―                             | |

### 参照話数
1. 1 2 3 4 5 6 7 8 9 10 11 12 13 14  第1話
2. 1 2 3  第4話。
3. 1 2  第7話。
4. ↑  第５話
5. ↑  第6話
6. ↑  第10話。